# Torre della liberazione
La Torre della liberazione è una torre utilizzata per le telecomunicazioni alta 372 metri, situata a Kuwait City. È la seconda struttura più alta del paese e la 39° più alta del mondo.

## Storia
Originariamente doveva chiamarsi torre delle telecomunicazioni del Kuwait. La costruzione iniziò prima dell'invasione irachena del Kuwait il 2 agosto 1990. Quando ebbe luogo l'invasione, la costruzione, che era a metà, fu sospesa. Tuttavia, la struttura non ricevette danni e la costruzione riprese dopo che le forze irachene furono espulse il 27 febbraio 1991. Una volta completata nel 1993, la torre fu ribattezzata Torre della Liberazione, a simboleggiare la liberazione del Kuwait dall'Iraq.